# Blodglansspindel
Blodglansspindel (Hypsosinga sanguinea) är en spindelart som först beskrevs av Carl Ludwig Koch 1844.  Blodglansspindel ingår i släktet Hypsosinga och familjen hjulspindlar. Arten är reproducerande i Sverige. Inga underarter finns listade.

## Bildgalleri

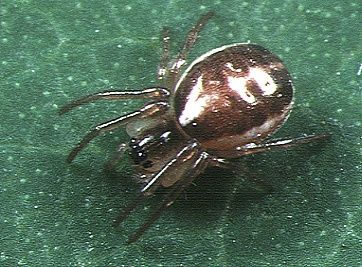
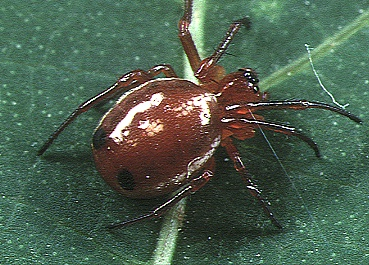
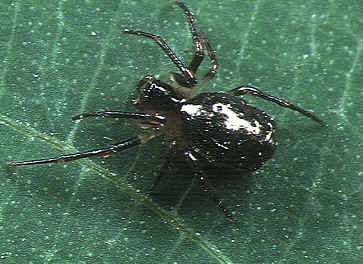